# Étalle (Ardennes)
Étalle település Franciaországban, Ardennes megyében. Lakosainak száma 96 fő (2022. január 1.). Étalle Blombay, Chilly, Marby, Maubert-Fontaine és Sévigny-la-Forêt községekkel határos.

## Népesség
A település népessége az elmúlt években az alábbi módon változott:
| Lakosok száma | 115  | 89   | 81   | 86   | 100  | 101  | 103  | 101  | 99   | 96   |
|               | 1968 | 1982 | 1990 | 2006 | 2013 | 2015 | 2017 | 2019 | 2020 | 2022 |